# Lord-prévôt de Glasgow
Le lord-prévôt de Glasgow (Lord Provost of Glasgow en anglais) est le dirigeant du Glasgow City Council (conseil municipal de Glasgow). Élu par le conseil, il en est le président, et exerce également une fonction de représentation de la ville de Glasgow. Le lord-prévôt est ainsi à bien des égards l'équivalent du maire qui existe dans de nombreux pays.
Le lord-prévôt de la ville de Glasgow, en vertu de son mandat, est également :
- lord-lieutenant du comté de la ville de Glasgow
- le Commissioner of Northern Lighthouses[1].

Chacune des 32 local authorities d'Écosse élit un prévôt, mais seules les quatre principales villes, Glasgow, Édimbourg, Aberdeen et Dundee ont un lord-prévôt, qui sert aussi de lord-prévôt pour la ville. Cette organisation est issue de la Local Government etc. (Scotland) Act 1994.
L'actuel lord-prévôt, élu au poste en 2012, est Sadie Docherty.

## Liste des prévôts et lords-prévôts
Le burgh médiéval de Glasgow a été administré au nom de l'évêque de Glasgow par des fonctionnaires connus comme baillis ou prévôts. L'office du prévôt en tant que magistrat principal n'a pas été créé avant le début des années 1450.
- (1450x1453-1479) John Stewart
- (1480) Sir Thomas Stewart de Minto
- (1485–1489) Robert Stewart
- (1491) Andrew Otterburn
- (1497) Matthew Stewart, deuxième comte de Lennox
- (1498) Sir Patrick Blacader de Tulliallan
- (1498–1499) John Stewart
- (1502–1505) Allan Stewart de Cardonald
- (1505–1507) Patrick Colquhoun de Glen
- (1507–1509) Sir John Stewart de Minto
- (1509–1513) Matthew Stewart, deuxième comte de Lennox
- (1513–1514) John Shaw
- (1514–1516) George Colquhoun de Glen
- (1526–1536) Sir Robert Stewart de Minto
- (1537–1539) Archibald Dunbar de Baldoon
- (1543–1544) Sir John Stewart de Minto
- (1544–1549) Archibald Hamilton de Medop
- (1549–1550) James Hamilton de Torrance
- (1550–1559) Andrew Hamilton de Cochno
- (1559–1562) Robert Lindsay de Dunrod
- (1565–1573) Sir John Stewart de Minto
- (1573–1576) Robert Boyd, cinquième lord Boyd
- (1577) Thomas Crawford de Jordanhill
- (1578–1579) Robert Stewart, septième comte de Lennox
- (1580) Esmé Stewart, huitième comte de Lennox
- (1581–1582) Sir Matthew Stewart de Minto
- (1583) John Graham, troisième comte de Montrose
- (1584–1585) Sir William Livingstone de Kilsyth
- (1588–1589) Sir Matthew Stewart de Minto
- (1594–1597) Sir Matthew Stewart de Minto
- (1599) Sir Matthew Stewart de Minto
- (1600–1601) Sir George Elphinstone de Blythswood
- (1604–1605) Sir George Elphinstone de Blythswood
- (1607–1608) John Houston de Houston
- (1609–1612) James Inglis
- (1613) James Stewart I
- (1614–1616) James Hamilton
- (1617–1618) James Stewart I
- (1619–1620) James Inglis
- (1621–1622) James Hamilton
- (1623–1624) Gabriel Cunningham
- (1625–1626) James Inglis
- (1627–1628) James Hamilton
- (1629–1632) Gabriel Cunningham
- (1633) William Stewart
- (1634–1635) Patrick Bell
- (1636) Colin Campbell I
- (1637) James Stewart II
- (1638) Patrick Bell
- (1639) Gabriel Cunningham
- (1640) James Stewart II
- (1641–1642) William Stewart
- (1643–1644) James Bell
- (1645–1646) George Porterfield
- (1647) James Stewart
- (1648) Colin Campbell II
- (1648–1649) George Porterfield
- (1650) John Graham
- (1651) George Porterfield
- (1652) Daniel Wallace
- (1655–1656) John Anderson I
- (1658) John Anderson II
- (1658–1659) Sir John Bell
- (1660–1661) Colin Campbell II
- (1662–1663) Sir John Bell
- (1664–1666) William Anderson
- (1667) John Anderson II
- (1668) William Anderson
- (1669) James Campbell
- (1670–1673) William Anderson
- (1674–1675) Sir John Bell
- (1676–1677) James Campbell
- (1678–1681) Sir John Bell
- (1682–1683) John Barns
- (1684–1685) John Johnston
- (1686–1687) John Barns
- (1688) Walter Gibson
- (1689–1690) John Anderson III
- (1691–1692) James Peadie I
- (1693–1694) William Napier
- (1695–1696) John Anderson III
- (1697–1698) James Peadie
- (1699–1700) John Anderson III
- (1701–1703) Sir Hugh Montgomery
- (1703–1705) John Anderson III
- (1705–1707) John Aird Jnr
- (1707–1709) Robert Rodger
- (1709–1711) John Aird Jnr
- (1711–1713) Robert Rodger
- (1713–1715) John Aird Jnr
- (1715–1717) John Bowman I
- (1717–1719) John Aird Jnr
- (1719–1721) John Bowman I
- (1721–1723) John Aird Jnr
- (1723–1725) Charles Miller
- (1725–1727) John Stark
- (1727–1728) James Peadie II
- (1728–1730) John Stirling
- (1730–1732) Peter Murdoch
- (1732–1734) Hugh Rodger
- (1734–1736) Andrew Ramsay
- (1736–1738) John Coulter
- (1738–1740) Andrew Alton
- (1740–1742) Andrew Buchanan
- (1742–1744) Lawrence Dinwiddie
- (1744–1746) Andrew Cochrane
- (1746–1748) John Murdoch
- (1748–1750) Andrew Cochrane
- (1750–1752) John Murdoch
- (1752–1754) John Brown
- (1754–1756) George Murdoch
- (1756–1758) Robert Christie
- (1758–1760) John Murdoch
- (1760–1762) Andrew Cochrane
- (1762–1764) Archibald Ingram
- (1764–1766) John Bowman II
- (1766–1768) George Murdoch
- (1768–1770) James Buchanan
- (1770–1772) Colin Dunlop
- (1772–1774) Arthur Connell
- (1774–1776) James Buchanan
- (1776–1778) Robert Donald
- (1778–1780) William French
- (1780) James Coats Campbell
- (1780–1782) Hugh Wyllie
- (1782–1784) Patrick Colquhoun
- (1784–1786) James Coats Campbell
- (1786–1788) John Riddell
- (1788–1790) John Campbell
- (1790–1792) James McDowall
- (1792–1794) Gilbert Hamilton
- (1794–1796) John Dunlop of Rosebank
- (1796–1798) James McDowall
- (1798–1800) Lawrence Craigie
- (1800–1802) John Hamilton
- (1802–1804) Lawrence Craigie
- (1804–1806) John Hamilton
- (1806–1808) James McKenzie
- (1808–1810) James Black
- (1810–1812) John Hamilton
- (1812–1814) Kirkman Finlay (Tory)
- (1814–1816) Henry Montieth
- (1816–1818) James Black
- (1818) Kirkman Finlay (Tory)
- (1818–1820) Henry Montieth
- (1820–1822) John Thomas Alston
- (1822–1824) William Smith
- (1824–1826) Mungo Nutter Campbell
- (1826–1828) William Hamilton
- (1828–1830) Alexander Garden
- (1830–1832) Robert Dalglish
- (1832–1833) James Ewing
- (1833–1834) Robert Grahame (Whig)
- (1834–1837) William Mills (Whig)
- (1837–1840) Henry Dunlop de Craigton FRSE (Whig)
- (1840–1843) Sir James Campbell (Conservative)
- (1843–1846) James Lumsden (Whig)
- (1846–1848) Alexander Hastie (Whig)
- (1848–1851) Sir James Anderson
- (1851–1854) Robert Stewart
- (1854–1857) Sir Andrew Orr (Liberal)
- (1857–1860) Andrew Galbraith
- (1860–1863) Peter Clouston
- (1863–1866) John Blackie (Liberal)
- (1866–1869) Sir James Lumsden (Liberal)
- (1869–1871) William Rae Arthur
- (1871–1874) Sir James Watson
- (1874–1877) Sir James Bain
- (1877–1880) Sir William Collins (Liberal)
- (1880–1883) John Ure
- (1883–1886) Sir William McOnie
- (1886–1889) Sir James King, baronnet
- (1889–1892) Sir John Muir, baronnet
- (1892–1896) Sir James Bell, baronnet
- (1896–1899) Sir David Richmond
- 1899–1902 – Sir Samuel Chisholm (Liberal)
- 1902–1905 – Sir John Ure Primrose (Conservative)
- 1905–1908 – Sir William Bilsland
- 1908–1911 – Sir Archibald McInnes Shaw  (Conservative)
- 1911–1914 – Sir Daniel Macaulay Stevenson (Liberal)
- 1914–1917 – Sir Thomas Dunlop, baronnet (Conservative)
- 1917–1920 – Sir James Stewart
- 1920–1923 – Sir Thomas Paxton
- 1923–1926 – Sir Matthew Walker Montgomery
- 1926–1929 – Sir David Mason OBE
- 1929–1932 – Sir Thomas Kelly
- 1932–1935 – Sir Alexander B Swan (Modéré)
- 1935–1938 – Sir John Stewart (Labour)
- 1938–1941 – Sir Patrick Dollan (Labour)
- 1941–1943 – John McLaren Biggar(Labour)
- 1943–1945 – James Welsh (Labour)
- 1945–1949 – Sir Hector McNeill (Labour)
- 1949–1952 – Sir Victor Warren (Progressive)
- 1952–1955 – Thomas Kerr (Labour)
- 1955–1958 – Andrew Hood (Labour)
- 1958–1960 – Sir Myer Galpern (Labour)
- 1960–1963 – Dame Jean Roberts (Labour)
- 1963–1965 – Sir Peter Meldrum (Labour)
- 1965–1969 – John Johnston (Labour)
- 1969–1972 – Sir Donald Liddle (Progressive)
- 1972      – John Mains (Labour)
- 1972–1975 – Sir William Gray (Labour)
- 1975–1977 – Peter McCann (Labour)
- 1977–1980 – David Hodge (Labour)
- 1980–1984 – Michael Kelly (Labour)
- 1984–1988 – Robert Gray (Labour)
- 1988–1992 – Susan Baird (Labour)
- 1992–1994 – Robert Innes (Labour)
- 1994–1995 – James Shields (Labour)
- 1995–1996 – Tommy Dingwall (Labour)
- 1996–1999 – Pat Lally (Labour)
- 1999–2003 – Alex Mosson (Labour)
- 2003–2007 – Liz Cameron (Labour)
- 2007–2012 – Bob Winter (Labour)
- 2012–présent – Sadie Docherty (Labour)